# XI dinastia egizia
L'XI dinastia fa parte della fase della storia dell'Antico Egitto detta Medio Regno e comprende un arco di tempo dal 2150 a.C. al 1990 a.C.
Con l'avvento dell'XI dinastia l'Egitto ritrova la sua unità dando vita ad una nuova fase storica che vede una espansione in ambito territoriale e l'affermarsi di nuove forme di tecnologia e di arte. 69

## Storia
La storia dell'XI dinastia è la storia della lotta di Tebe, e dei suoi governanti, per elevarsi da semplice capoluogo del suo nomo a città dominante su tutto l'Egitto.
Con il dissolvimento dell'unità statale seguito alla fine del Antico Regno, il dominio ed il titolo di Re dell'Alto e Basso Egitto passò da Menfi ad Eracleopoli.
I primi due sovrani elencati nella Lista di Karnak non assunsero mai, durante la loro vita, alcun titolo legato alla sovranità sull'Egitto nel suo complesso anche se Horo Tepia viene citato con i titoli regali nella lista di sovrani nota come Sala degli Antenati proveniente dal tempio di Karnak.
La vittoria definitiva su Eracleopoli giunse con Horo Wah-ankh e con Horo Samtawy, che riconquistò le regioni del delta del Nilo, occupate da genti provenienti dalla Libia e dalla penisola del Sinai, e riunificò l'Egitto dando inizio al periodo chiamato appunto Medio Regno.

## Lista dei sovrani
| Nome Horo          | Lista di Abido | Canone Reale | Sala degli Antenati di Karnak | Altri nomi     | Periodo di regno                 |
| ------------------ | -------------- | ------------ | ----------------------------- | -------------- | -------------------------------- |
|                    |                |              | Intef figlio di Iku           |                | prima del 2133 a.C.              |
| Tepia              |                | Wah.. (?)    | Mentuhetep                    | Montuhotep I   | intorno al 2130 a.C.             |
| Sehertawy          |                | (Antef)      | Intef                         | Antef I        | intorno al 2130 a.C. - 2123 a.C. |
| Wah-ankh           |                | (Antef)      | Intef                         | Antef II       | 2123 a.C. - 2073 a.C.            |
| Nakht-nebtep-nefer |                | (Antef)      | Intef                         | Antef III      | 2073 a.C. - 2065 a.C.            |
| Samtawy            | Nebhapetra     | Nebhapetra   | Nebhapetra                    | Montuhotep II  | 2065 a.C. - 2013 a.C.            |
| Sanktauef          | Sankhkara      | Sankhka...   | Seneferkara                   | Montuhotep III | 2013 a.C. - 2005 a.C.            |
| Nebtawy            |                |              | Nebtaura                      | Montuhotep IV  | 2005 a.C. - 1994 a.C.            |

Esistono inoltre tre sovrani, attestati solamente da riscontri archeologici, che regnarono, presumibilmente in contemporanea, sulle regioni della Nubia sotto il controllo egizio dopo la morte di Montuhotep IV:
| Nome Horo   | Praenomen | Nomen      | Periodo di regno     |
| ----------- | --------- | ---------- | -------------------- |
| Senefertauf | Kakara    | Ini        | intorno al 1990 a.C. |
|             | Menkhkara | Segerseni  | intorno al 1990 a.C. |
| Geregtauf   |           | Ibkhenetra | intorno al 1990 a.C. |

La durata complessiva di tali regni non dovrebbe aver superato i dieci anni.